# Цмин нуратавский
Бессмертник нуратавский (лат. Helichrysum nuratavicum) — многолетнее травянистое растение, вид рода Бессмертник (Helichrysum) семейства Астровые (Asteraceae).

## Распространение и экология
Ареал вида охватывает Памиро-Алай. Эндемик. Описан с гор Нуратау.
Произрастает на каменистых склонах, в полынно-злаковых зарослях, на высоте 1500—2000 м над уровнем моря.

## Ботаническое описание
Корень деревянистый, обыкновенно стержневой, толщиной около 5 мм, чаще всего коротко-многоглавый, выпускающий многочисленные бесплодные и несколько, чаще 3—5, цветущих стеблей высотой 5—20 (до 35) см, покрытых, сероватым паутинисто-войлочным опушением, иногда с примесью небольшого количества железистых волосков.
Листья с завернутыми книзу краями, линейные, линейно-ланцетовидные или линейно-лопатчатые, длиной 1,5—2,5 см, шириной 1—2 мм.
Корзинки 20-цветковые, в числе 2—6, обратно-конические или узко-колокольчатые, высотой 4—6 мм, шириной 3—4 мм, обычно на коротких плотно-беловойлочных опушённых цветоносах, собранные на верхушках побегов в сжатый, почти головчатый щиток. Листочки обёртки в числе 40, буровато-жёлтые, или бледно-соломенные, или же беловатые, черепитчато расположенные в 5—8 рядов; наружные 2—3 ряда из широко-ланцетовидных, эллиптических или яйцевидных очень коротких, густо-паутинисто опушённых листочков; более внутренние — линейно-лопатчатые или линейные, длиной до 5—6 мм, по спинке паутинисто опушенные.

## Таксономия
Вид Бессмертник нуратавский входит в род Бессмертник (Helichrysum) трибы Gnaphalieae подсемейства Астровые (Asteroideae) семейства Астровые (Asteraceae) порядка Астроцветные (Asterales).
|  |                                      |  |                                                              |                                                              |                    |  | ещё 12 семейств (согласно Системе APG III) | ещё 12 семейств (согласно Системе APG III)    |                                               |  |  |  | ещё 20 триб (согласно Системе APG III)         | ещё 20 триб (согласно Системе APG III)         |  |  |  |  | ещё от 500 до 600 видов | ещё от 500 до 600 видов |
|  |                                      |  |                                                              |                                                              |                    |  | ещё 12 семейств (согласно Системе APG III) | ещё 12 семейств (согласно Системе APG III)    |                                               |  |  |  | ещё 20 триб (согласно Системе APG III)         | ещё 20 триб (согласно Системе APG III)         |  |  |  |  | ещё от 500 до 600 видов | ещё от 500 до 600 видов |
|  |                                      |  |                                                              | порядок Астроцветные                                         |                    |  |                                            |                                               | подсемейство Астровые                         |  |  |  |                                                | род Бессмертник                                |  |  |  |  |                         |                         |
|  |                                      |  |                                                              | порядок Астроцветные                                         |                    |  |                                            |                                               | подсемейство Астровые                         |  |  |  |                                                | род Бессмертник                                |  |  |  |  |                         |                         |
|  | отдел Цветковые, или Покрытосеменные |  |                                                              |                                                              | семейство Астровые |  |                                            |                                               | триба Gnaphalieae                             |  |  |  | вид Бессмертник нуратавский                    |                                                |  |  |  |  |                         |                         |
|  | отдел Цветковые, или Покрытосеменные |  |                                                              |                                                              |                    |  |                                            |                                               |                                               |  |  |  |                                                |                                                |  |  |  |  |                         |                         |
|  |                                      |  | ещё 44 порядка цветковых растений (согласно Системе APG III) | ещё 44 порядка цветковых растений (согласно Системе APG III) |                    |  |                                            | ещё 11 подсемейств (согласно Системе APG III) | ещё 11 подсемейств (согласно Системе APG III) |  |  |  | ещё более 130 родов (согласно Системе APG III) | ещё более 130 родов (согласно Системе APG III) |  |  |  |  |                         |                         |
|  |                                      |  |                                                              | ещё 44 порядка цветковых растений (согласно Системе APG III) |                    |  |                                            |                                               | ещё 11 подсемейств (согласно Системе APG III) |  |  |  |                                                | ещё более 130 родов (согласно Системе APG III) |  |  |  |  |                         |                         |